# Sugar City (Idaho)
Pour la ville du Colorado, voir Sugar City (Colorado).
La ville de Sugar City est située dans le comté de Madison, dans l’État de l’Idaho, aux États-Unis. Lors du recensement de 2010, sa population a été estimée à 1 514 habitants.
Sugar City fait partie de l’agglomération de Rexburg.

## Source
- (en) Cet article est partiellement ou en totalité issu de l’article de Wikipédia en anglais intitulé « Sugar City, Idaho » (voir la liste des auteurs).